# Институт по философия и социология
Институт по философия и социология при БАН (ИФС-БАН), до 2019 г. – Институтът за изследване на обществата и знанието, е създаден през юли 2010 г. като правоприемник на Института за философски изследвания, Института по социология и Центъра по наукознание и история на науката.

## Структура
Институтът по философия и социология се състои от три научни звена (направления), всяко съставено от четири секции, Център за емпирични социални изследвания, административно звено към ръководството на ИФС и библиотека.

### Направление „Знание и реалност“

#### Секции
- Онтологически и епистемологически изследвания
- Логически системи и модели
- История на философските и научните идеи
- Знание и реалност: модели, методологии и евристики

### Направление „Неравенства и социална промяна“

#### Секции
- Социални теории, стратегии и прогнози
- Публични политики и социални промени
- Социален контрол, отклонения и конфликти
- Общество на знанието: наука, образование и иновации

### Направление „Социална активност и светоглед“

#### Секции
- Религия, вярвания, светоглед.
- Култура, ценности и морал
- Антропологически изследвания
- Общности и идентичности

### Център за емпирични социални изследвания
Центърът за емпирични социални изследвания е приемник на секция „Методи на социологическите изследвания и общественото мнение“ (МСИОМ). Центърът съчетава провеждането на теоретична и приложна дейност.

## Дейности
Институтът по философия и социология при БАН провежда комплексни теоретични и емпирични, фундаментални и приложни, философски, социологически и науковедски изследвания на знанието, ценностите, човека и обществото. Научната дейност на ИИОЗ през годините е насочена към тяхното развитие чрез фундаментални и приложни, теоретични и емпирични изследвания и извършване на образователна, експертна и консултантска дейност за нуждите на управлението и организацията на всички сфери на обществената практика в съответствие с потребностите на социално-икономическото и културното развитие на страната и с развитието на науката в обществото на знанието.

## Публикации

### Списание „Социологически проблеми“
„Социологически проблеми“ е единственото българско академично списание в областта на социологията. То е основано през 1968 г. и се публикува съвместно с Българската социологическа асоциация.

### Списание „Философски алтернативи“
Списание „Философски алтернативи“ (1992 – ), започва да излиза през 1945 г. като „Философска мисъл“. „Философски алтернативи“ е реферирано списание, издавано от Института за изследване на обществата и знанието при БАН. Приема за публикуване ръкописи в областите: онтология, епистемология, философия на науката, история на философията, философска антропология, философия на историята, етика, естетика, логика, политология, психология, социология. Публикуват се също и рецензии за книги.
„Философски алтернативи“ излиза в 6 книжки годишно – през февруари, април, юни, август, октомври, декември.
Статиите в списание „Философски алтернативи“ се индексират от: The Philosopher’s Index, EBSCOhost и Central and Eastern European On-line Library.